# Céline Dion
Céline Marie Claudette Dion OC, ONQ, LH (Quebec, 30 de març de 1968), coneguda com a Céline Dion (AFI selin djɔ̃) ( ? i  escolteu-ne la pronunciació en francès), és una cantant quebequesa. Nascuda en una família nombrosa de Charlemagne, Lanaudière, al Quebec, Dion va emergir com una estrella adolescent en el món de parla francesa després que el seu mànager i futur marit René Angelil va hipotecar casa seva per a finançar el seu primer disc. El 1990, va llançar l'àlbum en anglès Unison, que l'establí com una artista pop viable a Amèrica del Nord i altres àrees del món de parla anglesa.
Dion primer va guanyar el reconeixement internacional a la dècada del 1980 quan va  guanyar alhora el Festival Mundial de la Cançó Popular Yamaha del 1982 com al Festival de la Cançó d'Eurovisió 1988, on va representar Suïssa amb la cançó «Ne Partez Pas Sans Moi». Després d'una sèrie d'àlbums francesos a principi dels anys 1980, va signar un contracte per CBS Records Canadà el 1986. Durant la dècada del 1990, amb l'ajuda d'Angelil, va aconseguir la fama a tot el món. Després de signar amb Epic Records i la publicació d'uns àlbums en anglès juntament amb àlbums francesos addicionals, va esdevnir una de les artistes més reeixides de la història de la música pop. No obstant això, el 1999, a l'apogeu del seu èxit, Dion va anunciar una aturada perque volia formar una família i passar temps amb el seu marit, que havia estat diagnosticat amb càncer. El 2002 va retornar al cim de la música pop i va signar un contracte de tres anys (més tard estès a gairebé cinc anys) per a fer un espectacle teatral de cinc estrelles al Colosessum del Caesars Palace a la ciutat de Las Vegas a l'estat de Nevada.
La música de Dion ha estat influïda per gèneres que van des del rock i el R&B al gospel i música clàssica. Va enregistrar principalment cançons en francès i anglès, encara que també canta en xinès, castellà, italià, alemany, llatí, japonès i mandarí, i s'ha fet famosa per la seva veu tècnicament qualificada i de gran abast. Dion ha guanyat cinc Premis Grammy, incloent-hi a l'àlbum de l'any per Falling into You i a l'enregistrament de l'any per «My Heart Will Go On» (tema d'amor del film Titanic). És la segona dona que més discos ha venut als Estats Units durant l'era Nielsen SoundScan, amb els seus àlbums Falling Into You i Let's Talk About Love ambdós certificats diamant als Estats Units, i és l'única artista que té dos singles que han venut més d'un milió de còpies al Regne Unit. A més, l'àlbum D'eux, del 1995, ostenta el rècord de vendes absolut de tots els temps d'un àlbum en francès. El 2004, després de superar els 175 milions de còpies d'àlbums venudes a tot el món, va ser guardonada amb el premi Chopard Diamond, als World Music Awards perque va ser l'artista femenina que aleshores havia venuts més discs de tots els temps. Dion era i encara és l'artista canadenca més venuda en la història i un dels artistes més venuts de tots els temps amb un rècord de vendes de més de dos-cents milions de còpies a tot el món.
L'agost de 2014, va anunciar que es retiraria per temps indeterminat amb la finalitat de cuidar el seu marit René Angélil, que patia càncer. Va cancel·lar 18 concerts que tenia prèviament pactats a Las Vegas per al mes d'agost, a més de cancel·lar la seva gira per Àsia programada per a la tardor del 2014.
El desembre de 2022 va revelar que li havien diagnosticat la síndrome de la persona rígida, un trastorn neurològic que afectava els seus músculs. Com a conseqüència d'això, va cancel·lar la gira europea prevista pel febrer de 2023 ja que, com va afirmar, de vegades els seus símptomes no li permetien d'utilitzar les cordes vocals per cantar de la manera com ho feia habitualment.

## Vida i carrera

### 1968–1989: Primers anys de vida i començament de la seva carrera
Dion va néixer el 30 de març del 1968 a l'hospital Pierre-Le-Gardeur de Terrebone, prop de Charlemagne, on residia llavors la seva família. Els pares, Marie-Thérèse Tanguay, mestressa de casa, i Adhémar Dion, carnisser, eren una parella francocanadenca i van tenir catorze fills (Céline fou la darrera). Sa mare va triar el seu nom quan sentia la cançó Céline d'Hugues Aufray; els altres prenoms (Marie i Claudette) li venen respectivament de sa mare i de sa germana. Dion va ser criada com a catòlica romana en una llar de Charlemagne colpejada per la pobresa, però feliç, segons diu ella mateixa.
La seva infància es va veure bressolada per la música, atès que cadascú de la família tocava un instrument. El 18 d'agost del 1973, ambigú cinc anys, canta per primer cop en públic durant el casament del seu germà Michel, on interpreta Du fil, des aiguilles et du coton, de Christine Charbonneau. Més tard, actua amb els seus germans i germanes cantant al restaurant dels pares Le Vieux Baril. S'absenta sovint de l'escola i acumula males notes.
Des de molt primerenca edat Dion havia somiat a esdevenir artista. En una entrevista del 1994 amb la revista People, recordava que «trobava a faltar casa meva i la meva família, però no em penedeixo d'haver perdut la meva adolescència. Tenia només un somni: volia ser cantant».

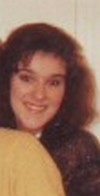
Dion a l'edat de 18 anys

Als dotze anys, Dion col·laborava amb la mare i el seu germà Jacques per compondre la seva primera cançó, «Ce n'était qu'un rêve» (‘Només era un sonmi’). El seu germà Michel Dondalinger Dion va enviar l'enregistrament al mànager musical René Angélil, el nom del qual havia descobert en la contraportada d'un àlbum de Ginette Reno. Angélil es va commoure fins a les llàgrimes per la veu de Dion, i va decidir fer d'ella una estrella. El 1981, es va hipotecar casa seva per finançar el primer disc de Diondisc, La voix du bon Dieu (‘La veu del bon Déu’), que va esdevenir un succés local número 1 i faria de Dion una estrella fulgurant al Quebec. La seva popularitat es va estendre a altres parts del món quan va competir al Festival de la Cançó Popular Mundial Yamaha del 1982 a Tòquio al Japó, i va guanyar el premi del músic«Top Performer», així com la medalla d'or a la «Millor Cançó» amb «Tellement j'ai d'amour pour toi» (‘Tinc tant d'amor per tu’).
El 1983, a més de convertir-se en el primer artista canadenc que va rebre un disc d'or a França pel senzill «D'amour ou d'amitié» (‘D'amor o d'amistat’), Dion també va guanyar diversos Premis Félix, incloent el del Millor intèrpret femenina i Descobriment de l'Any. El posterior succés a Europa, Àsia i Austràlia va arribar quan Dion representà Suïssa al Festival de la Cançó d'Eurovisió 1988 amb la cançó «Ne partez pas sans moi» (No te'n vagis sense mi) i va guanyar el concurs per un estret marge amb Irlanda. No obstant això, l'èxit als Estats Units encara estava per arribar quan era, en aquell moment, una artista de parla francesa exclusivament. Als divuit anys, després de veure una actuació de Michael Jackson, Dion va dir a Angelil que volia ser una estrella com Jackson. Tot i que confiava en el seu talent, Angélil s'adonà que feia menest d'un canvi d'imatge si volia ser comercialitzada arreu del món. Dion es va apartar dels focus durant diversos mesos, durant els quals es va sotmetre a una cirurgia dental per millorar la seva aparença, i va ser enviada a l'École Berlitz el 1989 per tal de polir el seu anglès.
El 1989, durant un concert a l'Incognito Tour, Dion va veure seriosament afectada la seva veu. Va consultar l'otorrinolaringòleg William Gould, queli va donar un ultimàtum: una cirurgia immediata a les cordes vocals, o no utilitzar-les en absolut durant tres setmanes. Dion va triar aquesta última soluciói es va sotmetre a entrenament vocal amb William Riley.

### 1990–92:Unison,Dion chante PlamondoniCeline Dion
Dos anys després que aprengués anglès, Dion va debutar al mercat de parla anglesa amb «Unison» (1990), el primer senzill originalment havia estat enregistrat per Laura Branigan. Es va fer ajudar per molts músics establerts, incloent-hi Vito Luprano i el productor canadenc David Foster. L'àlbum fou àmpliament influenciat per la música soft rock dels anys 80 que ràpidament va trobar una veta dins del format adult contemporary de ràdio. «Unison» també va assolir bones crítiques: Jim Faber d'Entertainment Weekly va escriure que la veu de Dion era «inadornada de bon gust», i que ella mai va tractar de «portar estils que estan més enllà del seu».
 Segons Stephen Erlewine d'Allmusic era «un sofisticat debut americà de qualitat». Els senzills de l'àlbum incloïen «(If There Was) Any Other Way», «The Last to Know», «Unison», i «Where Does My Heart Beat Now», una balada soft-rock de mig temps que feia un ús prominent de la guitarra elèctrica. Aquest últim va esdevenir el seu primer senzill a arribar al top deu del Billboard  Hot 100 dels Estats Units, on va aconseguir el número quatre. L'àlbum va establir Dion com a cantant en ascens als Estats Units, així com a Europa i Àsia.
El 1991, Dion era una solista principal a Voices That Care, un homenatge a les tropes nord-americanes que combatien a l'Operació Tempesta del Desert. L'autèntic avanç internacional de Dion va arribar quan va fer un duo amb Peabo Bryson en la cançó que dona títol a la pel·lícula d'animació de la factoria Disney La Bella i la Bèstia (1991). La cançó va capturar un estil musical que Dion utilitzaria en el futur: melòdic, balades clàssicament influenciades amb instrumentació suau. Fou un èxit de crítica i públic, i la cançó va esdevenir el seu segon senzill americà top-ten i va guanyar el Premi de l'Acadèmia a la Millor Cançó i el Premi Grammy per la Millor actuació pop vocal de grup o duo. «Beauty and the Beast» es va presentar an l'àlbum de 1992 que duia per títol el seu propi nom, que igual que el seu debut, va tenir una forta influència pop rock combinada amb elements de soul i música clàssica. Per mor del succés del primer senzill de sortida i les seves col·laboracions amb David Foster i Diane Warren, l'àlbum va ser encara més ben rebut en el mercat que Unison. Altres singles que van aconseguir èxit moderat inclouen «If You Asked Me To» (una versió de la cançó de Patti LaBelle apareguda al film de 1989 Llicència per matar) que va arribar al número quatre en la llista Billboard Hot 100 dels Estats Units, el mig gospel «Love Can Move Mountains» i «Nothing Broken but My Heart».
També durant aquest temps, Dion va llançar l'àlbum francòfon Dion chante Plamondon. L'àlbum contenia sobretot versions d'altrs artistes, a més de quatra noves cançons: «Des mots qui sonnent», «Je danse dans ma tête», «Quelqu'un que j'aime, quelqu'un qui m'aime» i «L'amour existe encore» Va ser llançat originalment al Canadà i França durant el període 1991-1992, i més tard va rebre un llançament internacional el 1994. Fou el primer àlbum en francès de Celine Dion a fer-ho. «Un garçon pas comme les autres (Ziggy)» va esdevenir un gran èxit a França, on va aconseguir el número dos i ser certificat or. Al Quebec, l'àlbum va ser certificat Or el dia en què va ser llançat al mercat.
El 1992, Unison, Céline Dion, i nombroses aparicions en mitjans d'alt perfil van impulsar Dion a la fama a Amèrica del Nord. Havia aconseguit un dels seus objectius principals: esdevenir famosa al mercat de parla anglesa. No obstant això, mentre experimentava un creixent succés als Estats Units, els seus fans francòfons al Canadà la van criticar per haver-los oblidat.Més tard va rebutjar aquestes crítiques en el xou dels Premis Félix de 1991, on, després de guanyar l'«Artista anglès de l'any», es va negar obertament a acceptar el premi. Va dir que era i seria sempre, una artista francesa, no anglesa. A part del succés comercial, també hi va haver canvis en la vida personal de Dion, com Angélil, que era vint anys més gran que ella, i va canviar de mànager a amant. No obstant això, la relació es va mantenir en secret, ja que tots dos temien que el públic trobaria les seves relacions inapropiades.
El seu marit, René Angelil, mor l'any 2016. Actualment, Céline Dion continua omplint diversos dies de la setmana l'auditori del Caesars Palace de Las Vegas (Nevada, EUA).
La seva agència de representació durant tres dècades assegura que la diva es nega a pagar-los els 500 milions de dòlars que, segons ells, els deu.

## Vida personal
El 2022, va anunciar per xarxes socials que patia la síndrome de la persona rígida.